# Леон Уйбрехтс
Леон Уйбрехтс (11 грудня 1876 — 9 лютого 1956) — бельгійський яхтсмен.
Олімпійський чемпіон 1924 року в класі Монотип, срібний призер 1908 (6 метрів), 1920 (6 метрів) років.